# 宇都宮市立陽東小学校
宇都宮市立陽東小学校（うつのみやしりつ ようとうしょうがっこう）とは、栃木県宇都宮市陽東にある公立小学校。特別支援学級もあり、栃木県内有数の国語とGIGAスクール構想の先進校である。
宇都宮市立峰小学校、宇都宮市立石井小学校、宇都宮市立陽東中学校とともに陽東地域学校園として小中一貫教育を実施している。

## 沿革
出典
- 1976年（昭和51年）
  - 4月1日 - 宇都宮市立峰小学校より分離し、同月新築移転[6]の陽東中学校跡に宇都宮市立陽東小学校開校
  - 4月8日 - 開校式挙行
  - 4月29日 - PTA結成
  - 12月17日 - 校章を制定
- 1977年（昭和52年）2月23日 - 校旗を制定
- 1978年（昭和52年）12月8日 - 創立記念日を12月17日と決定
- 1979年（昭和54年）3月10日 - 校歌を制定
- 1983年（昭和53年）
  - 3月3日 - 希望の像完成
  - 4月1日 - 特殊学級設置
- 1983年（昭和58年）11月18日 - 陽東小学校体育施設夜間開放事業（夜間照明）点灯式
- 1984年（昭和59年）
  - 2月23日 - あずま児童会発足
  - 7月4日 - 機械警備開始
  - 9月13日 - 東通路（桜並木）沿いに防球ネット完成
  - 11月28日 - 灯油庫（少量危険物貯蔵取扱所）設置
- 1986年（昭和61年）3月15日 - 創立１０周年記念教材園完成
- 1988年（昭和63年）1月22日 - 交通安全優良学校全国表彰
- 1989年（平成元年）9月13日 - プール新設工事完了
- 1991年（平成3年）
  - 5月15日 - 校舎改築工事開始
  - 7月8日 - 仮校舎での授業開始
  - 10月4日 - 本体工事着工
- 1992年（平成4年）11月20日 - 新校舎完成
- 1993年（平成5年）
  - 2月10日 - 新校舎落成式式典挙行
  - 4月1日 - 合同教室（特別支援学級）開設
- 1995年（平成7年）11月10日 - 体育館塗装及び屋根ふき替え工事完了
- 1997年（平成9年）4月10日 - 雨水貯留のための校庭改修工事（遊歩道，堆肥場，農具小屋，一輪車置場，小鳥小屋等）完成
- 1998年（平成10年）12月2日 - 運動着改定決定（翌平成11年4月1日から着用）
- 1999年（平成11年）2月1日 - 小中交流教育（陽東中と陽東小の職員交換）
- 2000年（平成12年）
  - 2月22日 - 体育館玄関階段用の車椅子用設置式スロープ導入
  - 6月22日 - 西暦2000年と創立25周年を記念し航空写真撮影
  - 9月7日 - 泉の森（池・築山）改修工事完了
- 2005年（平成17年）5月28日 - 体育館新築工事着工
- 2006年（平成16年）
  - 2月28日 - 体育館完成引渡し
  - 3月3日 - 体育館落成「完成お祝いの式」
  - 6月16日 - 創立30周年並びに体育館落成記念式典
- 2016年（平成26年）12月15日 - 屋内運動場天井等落下防止対策工事完了
- 2019年（令和元年）8月30日 - 東京2020みんなのスポーツフェスティバル参加〔東京五輪組織委員会〕

## 通学区域
- 宇都宮市[7]
  - 中久保1丁目の一部，中久保2丁目の一部
  - 東峯町の一部
  - 平出工業団地の一部
  - 平出町の一部
  - 陽東1丁目 - 8丁目

## 進学先中学校
- 宇都宮市立陽東中学校[7]
- 中学受験などを受け、宇都宮大学共同教育学部附属中学校や栃木県立宇都宮東高等学校・附属中学校、私立中学校へ進学する場合もある。